# Dana Incorporated
Dana Incorporated – amerykańskie przedsiębiorstwo, producent układów napędowych, uszczelnień i technologii zarządzania termicznego. Założone w 1904 roku z siedzibą w Maumee, Ohio, zatrudnia ponad 23 000 pracowników w 25 krajach. W 2015 roku przedsiębiorstwo osiągnęło przychody w wysokości blisko 6,1 mld $. Przedsiębiorstwo znajduje się na liście Fortune 500.

## Historia
1904
- Clarence W. Spicer(inne języki), inżynier, wynalazca i założyciel przedsiębiorstwa, rozpoczął produkcję przegubów w Plainfield New Jersey[1].
- Pierwszym odbiorcą przegubów C.W. Spicer jest Corbin Motor Company w Connecticut.

1906
- Liczba kontrahentów rośnie a wśród nich takie firmy jak Buick, Olds Motor Works, Mack, Kelly-Springfield i American Motors.

1909
- Przedsiębiorstwo zmienia nazwę na Spicer Manufacturing Company.

1910
- Spicer Manufacturing Company zmienia swoją siedzibę na South Plainfield, New Jersey.

1914
- Filantrop Charles A. Dana dołącza do firmy.

1916
- Charles Dana zostaje prezydentem i skarbnikiem.

1946
- Przedsiębiorstwo zmienia nazwę na Dana Corporation, Spicer staje się marką produkowanych przez firmę układów napędowych[2].

1966
- Dana kupuje Victor Gasket Manufacturing Company założoną w 1909 r.
- Charles Dana odchodzi na emeryturę po 53 latach pracy w firmie.

1993
- Dana kupuje Reinz Company, założoną w 1920 i tworzy nową markę Victor Reinz dla uszczelek, uszczelniaczy oraz osłon termicznych.

1994
- Dana nabywa Sige Brevetti Ing., Colombo S.p.A., włoskiego producenta osi planetarnych do pojazdów rolniczych i budowlanych z siedzibą w Vimercate[3].

1995
Dana nabywa europejską grupę produkują osie należącą do brytyjskiego GKN. Do grupy tej należą: fabryka Salisbury niedaleko Birmingham, fabryka Kirkstall niedaleko Leeds oraz fabryka Comaxle w Como, Włochy.